# Inden
Inden es una comuna suiza del cantón del Valais, situada en el distrito de Leuk. Limita al norte con la comuna de Leukerbad, al este con Albinen, al sureste con Leuk, al sur y suroeste con Varen, y al oeste con Mollens.